# Douglas Clark (écrivain)
Pour les articles homonymes, voir Douglas Clark (homonymie) et Clark.
Douglas Clark, né le 1er décembre 1919 dans le Lincolnshire, en Angleterre, et mort en 1993, est un écrivain britannique, auteur de roman policier.

## Biographie
Il abandonne ses études en géologie à l'Université de Londres quand éclate la Seconde Guerre mondiale et combat dans le régiment du Royal Horse Artillery. Après la guerre, il poursuit sa carrière militaire et est affecté à l'unité des débarquements amphibies des Forces armées britanniques. Il quitte l'armée en 1956 après le débarquement de Suez : il relate cette dernière expérience dans Suez Touchdown: A Soldier's Tale en 1964. Il travaille ensuite dans une compagnie pharmaceutique, d'abord comme rédacteur, puis est nommé responsable des opérations de promotion et, finalement, obtient un poste de cadre de direction.
En marge de ses activités professionnelles, il se lance, à partir de 1969, dans l'écriture d'une série de romans policiers ayant pour héros les inspecteurs George Masters et William (Bill) Green de Scotland Yard. Plusieurs enquêtes de ce duo mettent en scène des meurtres par empoisonnement, ce qui permet à l'auteur d'exploiter ses connaissances en pharmaceutique. Les récits, qui tiennent à la fois du whodunit et de la procédure policière, se déroulent souvent dans les villes fictives de Chinemouth et Ponde, qui ont respectivement pour modèles les stations côtières de villégiature de Bournemouth et de Poole.

## Œuvre

### Romans policiers

#### SérieInspecteurs Masters et Green
- Nobody's Perfect (1969)
- Death After Evensong (1969)
- Deadly Pattern (1970)
- Sweet Poison (1970)
- Sick to Death (1971)
- Premiditated Murder (1975)
- Dread and Water (1976)
- Table d'Hote (1977)
- The Gimmel Flask (1977)
- The Libertines (1978)
- Heberden's Seat (1979)
- Poacher's Bag (1980) Publié en français sous le titre Le Braconnier de Winterbourne, Paris, Librairie des Champs-Élysées, coll. « Le Masque » no 1668, 1982
- Golden Rain (1980)
- Roast Eggs (1981)
- The Longest Pleasure (1981)
- Shelf Life (1982)
- Doone Walk (1982)
- Vicious Circle (1983)
- The Monday Theory (1983)
- Bouquet Garni (1984)

#### Romans policiers signés James Ditton
- You're Fairly Welcome (1973)
- The Bigger They Are (1973)
- Escapemanship (1975)
- Copley's Hunch (1980)

### Roman signé Peter Hosier
- The Miracle Makers (1971)

### Autre publication
- Suez Touchdown: A Soldier's Tale (1964), ouvrage signé D.M.J. Clark

## Prix et nomination

### Nomination
- Gold Dagger Award 1985 pour Performance[1]

## Sources
- Jacques Baudou et Jean-Jacques Schleret, Le Vrai Visage du Masque, vol. 1, Paris, Futuropolis, 1984, 476 p. (OCLC 311506692), p. 118.
- (en) John M. Reilly (Ed.), Twentieth-century crime and mystery writers, New York, St. Martin's Press, coll. « Twentieth-century writers of the English language », 1982 (réimpr. 1991), 2e éd., 1568 p. (ISBN 978-0-312-82417-4, OCLC 6688156), p. 167-168.